# Осавульське
Осаву́льське (до 2024 року — Новомиколаївка) — село в Україні, у Золотоніському районі Черкаської області. Входить до складу Шрамківської сільської громади. Розташоване за 30 км від селища Драбів. Населення — 281 чоловік (на 2009 рік).

## Історія
На початку XIX століття князь Микола Голіцин заснував тут економію та збудував маєток, від котрого хутір і почав називатися називатися Миколаївкою.
Хутір є на мапі 1869 року.
Село постраждало внаслідок геноциду українського народу, проведеного окупаційним урядом СРСР 1932—1933 та 1946–1947 роках.
Протягом 2005—2006 років село повністю газифіковано.
19 вересня 2024 року Верховна Рада підтримала перейменування села Новомиколаївка на Осавульське. 26 вересня 2024 року перейменування набуло чинності.